# Церква Різдва Пресвятої Богородиці «Гореча»
Церква Різдва Пресвятої Богородиці — найдавніший мурований православний храм сучасних Чернівців. У літературі його часто називають «Різдво-Богородичним» або «Свято-Георгіївським». Освячений на честь Різдва Пресвятої Богородиці, він має також приділи св. вмч. Георгія Переможця та св. вмц. Варвари. Будівлю визнано пам'яткою архітектури.

## Будівництво храму
На початку 1760-х років, на місці старої дерев'яної церкви, ігуменом Монастиря «Гореча» Артемоном (Кініцьким) було закладено новий монастирський храм на честь Різдва Пресвятої Богородиці. При зведені культової споруди організаційну та фінансову підтримку надавали чимало впливових осіб. Активну участь брали тогочасні молдавські митрополити Яків (Путнянський) та Гавриїл (Каллімакі). Жертвували: господар Григорій ІІІ Гіка та російська імператриця Катерина II.
1767 року новозбудований храм було освячено.

## Архітектурні особливості

### Екстер'єр
«Церква Різдва Пресвятої Богородиці» монастиря «Гореча» збудована в стилі бароко, із гармонійним поєднанням українського та молдавського архітектурних стилів. При спорудженні храму було передбачено й можливе оборонне призначення — масивні зовнішні стіни (1,5 м), бойова галерея вздовж другого яруса і вузькі вікна.
Як і переважна більшість буковинських православних храмів XVI-XVIII ст.ст. «Різдво-Богородична церква» побудована у формі витягнутого прямокутника. Приєднані до нього три екседри (велика вівтарна абсида та дві менші бокові) утворюють, характерний для молдавського храмового будівництва, «трилисник».
Суттєвою відмінністю церкви монастиря «Гореча» від тогочасних буковинських храмів (безкупольних або з одним верхом) є наявність семи різномірних куполів. Три великих куполи з світловими барабанами мають практичне значення, чотири малі — виконують декоративну функцію. В оздобленні фасаду та тонкому промальовуванні архітектурних елементів проявляються риси українського бароко.
Доповненням до екстер'єру церкви служить стара монастирська дзвіниця, що розташована у південно-східній частині подвір'я. Каркасна двоярусна та накрита скатним дахом дзвіниця була зведена одночасно з храмом. Перший її ярус обшитий тесаним брусом, другий відкритий. Мідні дзвони для неї, на замовлення ігумена Артемона (Кініцького), відлили (1773–1774) на Садагурській монетарні. Щоправда, під час Першої світової війни австрійська влада, яка відчувала нагальну потребу в кольорових металах, реквізувала старі монастирські дзвони для їх переплавки в Угорщині.

### Інтер'єр
Вражаючим є інтер'єр храму, який залишився майже первозданним. Триаркова колонада, що відділяє передню частину нави, посилює розкриття внутрішнього простору церкви. На верхній ярус, у якому розміщено приділи св. вмч. Георгія та св. вмц. Варвари, ведуть старовинні гвинтові сходи.
Особливу цінність становлять фрескові розписи, якими покриті стіни, куполи та склепіння. Зокрема у бабинці збережено живопис XVIII ст.: фрески «Страшний суд» та «Чудо Святого Георгія о змії».

## Історія храму

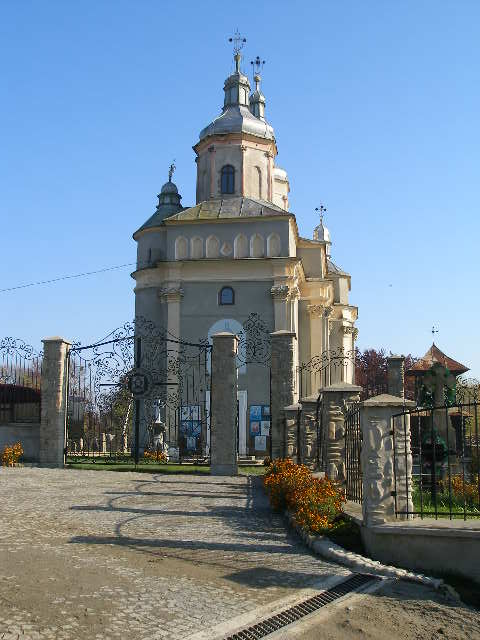
Сучасний вигляд

Після закриття (1784) скита «Гореча», «Різдво-Богородична церква» з монастирської була перетворена у парафіяльну.
1823 року храм відвідав російський імператор Олександр I, який перебував у Чернівцях з 5-денним візитом. Дорогу від резиденції (де зупинився) до «Горече» монарх вирішив подолати пішки й практично без супроводу. Дорогою до святині був затриманий нарядом охорони (у зв'язку з перебуванням у Чернівцях австрійського і російського імператорів, місто практично було повністю перекрите), для встановлення особи. Вже біля самої церкви імператор зазнав нападу собак паламаря, від яких йому довелося оборонятися, вирваним з огорожі, дрючком. Цей дрючок, як реліквія, зберігався у церкві ще на початку XX століття. Після молитви у храмі, Олександр поспілкувався з місцевим парохом Теодором (Сухопаном), отримав від нього благословення, й зробив пожертву на потреби храму.
У 1860-х рр. «Церкву Різдва Пресвятої Богородиці» було відремонтовано парафіянами — оновлено дах, іконостас тощо. Остаточно ремонтні роботи були завершені 1876 р.
1912 року «Комісія із збереження історичних та мистецьких пам'яток» Буковинського крайового уряду взяла на облік культову споруду. У ній було заборонено проводити будь-які роботи без погодження з владою.
Суттєвих пошкоджень церква зазнала під час Першої світової війни. Її стіни, біля яких австрійці облаштували капоніри для прикриття Чернівців зі сходу, були буквально зрешечені кулями та снарядами.
У післявоєнні часи храм було відремонтовано, й продовжено використання як парафіяльного.
Влітку 1936 року планувалося оновлення іконостасу. Але так і не змогли визначити художника, який міг би виконати роботи на належному рівні.
«Церква Різдва Пресвятої Богородиці» залишалась діючою навіть в «радянський період». Водночас, її було включено до перелік пам'яток архітектури та взято під захист держави.
1992 року храм капітально відремонтовано.
Після відновлення (1995–1996) діяльності монастиря «Гореча», «Різдво-Богородична церква» знову стала монастирською. У церкві знаходиться надзвичайно багато святинь, до яких прагнуть численні віруючі.

## Галерея

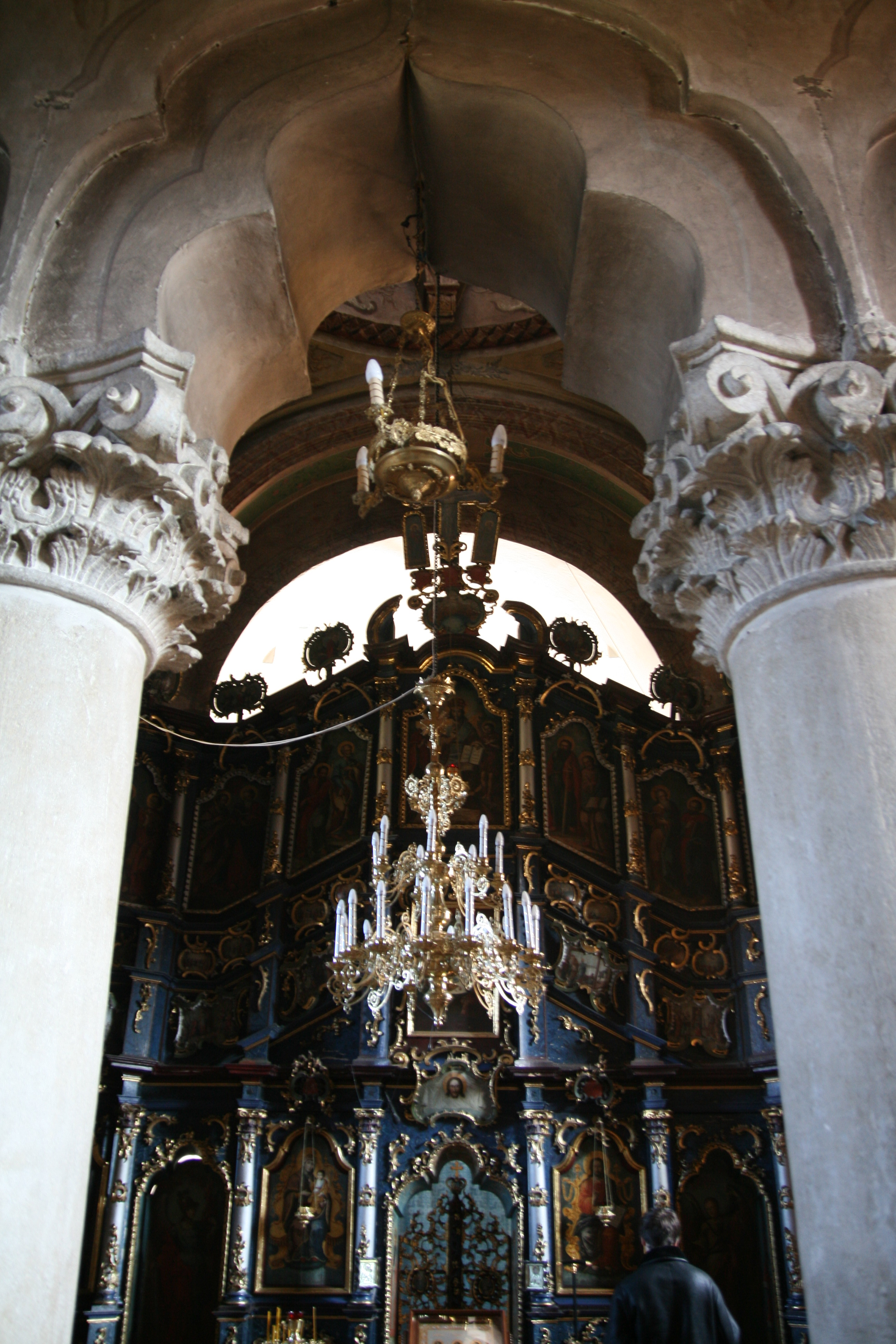
Інтер'єри храму
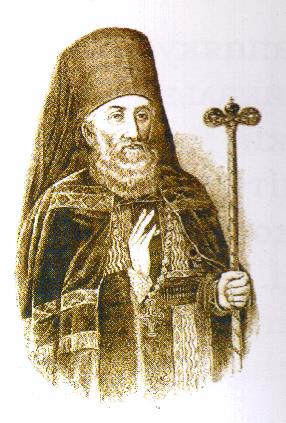
Гавриїл (Каллімакі)
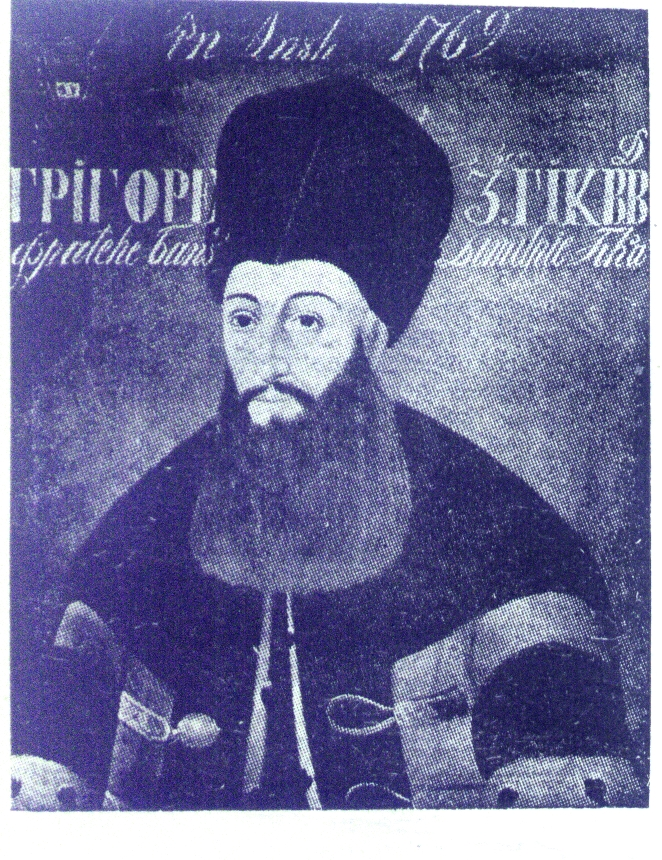
Григорій ІІІ Гіка
Катерина ІІ
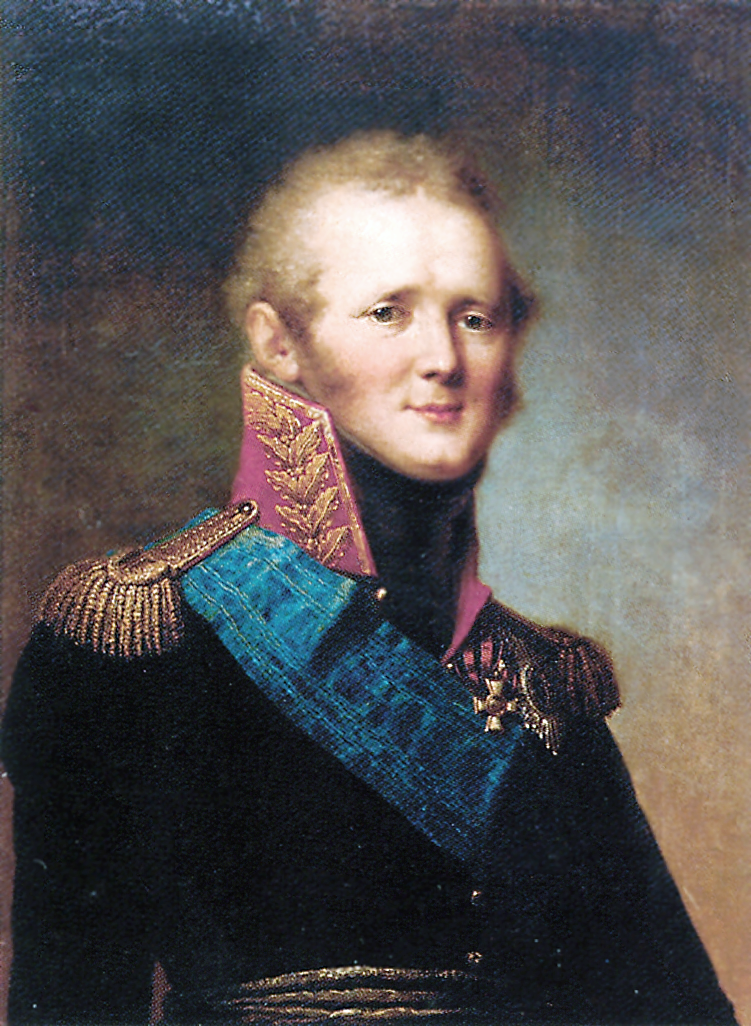
Олександр І